# ドミニク・ヒェロニム・ラジヴィウ
ドミニク・ヒェロニム・ラジヴィウ（Dominik Hieronim Radziwiłł, 1786年8月4日 - 1813年11月11日）は、ポーランド・リトアニア共和国の大貴族、公（帝国諸侯）。リトアニア屈指の大貴族ラジヴィウ家の当主。ニャスヴィシュとオルィカの第11代オルディナト。

## 生涯
ヒェロニム・ヴィンツェンティ・ラジヴィウ公とその妻でトゥルン・ウント・タクシス侯カール・アンゼルムの娘であるゾフィー・フリーデリケ（1758年 - 1800年）の間の一人息子として生まれた。生後1カ月で父を亡くし、最初は伯父カロル・スタニスワフの、その死後はアダム・カジミェシュ・チャルトリスキの世話を受けて育った。1790年の伯父の死と同時に当主の座を引き継ぎ、ビルジャイ、ドゥビンギャイ、スルツク、カプィリの領主となった。
1807年にイザベラ・ムニシュフヴナと結婚したがすぐに離婚し、1809年にテオフィリア・モラフスカと再婚した。1810年にワルシャワ公国陸軍の第8槍騎兵連隊に入隊する。1812年ロシア戦役に従軍したが、ナポレオン退却中のハーナウの戦いにおいて負傷し、そのまま死去した。
彼の死により、ラジヴィウ家当主の所有する莫大な所領の深刻な相続問題が持ち上がった。後妻テオフィリアとの間には長男アレクサンデル・ドミニク・ラジヴィウ（Aleksander Dominik Radziwiłł）と長女ステファニア（Stefania Radziwiłł）の1男1女があったが、長男のアレクサンデルはテオフィリアとの正式な結婚前に生まれた子供だったため、相続権を認められなかった。
この結果、ラジヴィウ家の限嗣相続財産である諸オルディナツィアおよび事実上の家督に関しては、分家筋のアントニ・ヘンリク・ラジヴィウ公とその子孫に受け継がれ、それ以外の所領は娘のステファニアの相続分とされた。ステファニアの所領は彼女の夫となったザイン＝ヴィトゲンシュタイン＝ザイン侯ルートヴィヒに、その後は夫妻の娘婿であるホーエンローエ＝シリングスフュルスト侯クロートヴィヒに受け継がれた。